# ガチャタマ
ガチャタマは、アルシェにより企画されているカプセルトイシリーズ。当初はアルシェのある大宮を題材にした「大宮ガチャ」から始まったが、その後、同市内の浦和、与野や他の都道府県の地方でも作られている。
地元の人にしか分からないようなマニアックな店や商品などがキーホルダーとなっている。全国で人気となっている「ご当地カプセルトイ」の火つけ役といわれている
シリーズの販売累計は2023年9月時点で27万個を超えている。

## 大宮ガチャタマ
埼玉県大宮市（現在のさいたま市西区、北区、大宮区、見沼区）ゆかりの店や商品などのキーホルダーである。

### Vol.1
出典
2021年3月発売。ラインナップは以下の通り。
- そごう大宮店
- NACK5
- アルシェ
- 大宮駅西口DOMショッピングセンター
- ソニックさん（大宮ソニックシティのキャラクター）
- ぼんサイくん（盆栽町のゆるキャラ）
- 氷川神社鳥居
- 伯爵邸

### Vol.2
出典
2021年6月発売。ラインナップは以下の通り。
- こりすのトトちゃん
- 中央デパート
- DAIMARU
- 日高屋
- Gas One
- 氷川神社の茅の輪くぐり
- 大宮たん（ビックカメラ大宮西口そごう店のキャラクター）
- たまやん（ジェイコム埼玉・東日本の番組『埼玉の逆襲』のキャラクター）

### Vol.3
出典
2021年9月発売。ラインナップは以下の通り。
- アライヘルメット
- ハタボウル
- NACK5スタジアム大宮
- 氷川神社の神池
- 一番街
- 「日本の首都は大宮」（ライトノベル『弱キャラ友崎くん』の作者屋久ユウキが提唱している）
- まめおとまめこ
- 大宮駅東口・西口対抗連結大綱引き大会

### Vol.4
出典
2021年12月発売。ラインナップは以下の通り。
- 埼玉政財界人チャリティ歌謡祭
- マルキユーの九ちゃん
- すずらん通り
- つけ麵店 狼煙
- 高級フランス料理店 アルピーノ
- 爆笑！お笑いバックス（スーパーオートバックス大宮バイパス店にあるお笑いステージ。大宮セブンのメンバーなどが多数出演する。）
- サイのぶん太くん（埼玉新聞の公式キャラクター）
- 氷川神社の十日町の福熊手
- 大黒様の富久財布

### Vol.5
出典
2022年3月発売。ラインナップは以下の通り。
- 大宮駅
- 埼玉県営大宮公園野球場
- 大宮総合車両センター
- 大宮競輪場
- 食堂 多万里
- さいたま市宇宙劇場
- ライブハウス FREAKS'
- 氷川神社 ふくろ絵馬

### Vol 5.5
出典
2023年3月発売。「鉄道のまち大宮編」と題し、全て鉄道に関するものである。
- 安全拾得器の看板
- 撮影マナーお願いの看板
- 上越新幹線ゼロキロポスト
- 駅そば
- 電車のりばの看板
- まめお、まめこ
- 新幹線リレー号185系
- 新幹線リレー号 行先表示幕
- 新幹線リレー号 行先札
- 実物のトロリ線

### Vol.6
出典
2024年11月発売。ラインナップは以下の通り。
- 大宮市場
- 氷川神社 御朱印帳（瑞雲）
- 大宮スケートセンター
- 春日部つくしちゃん（アルシェヴィジョンVer.）
- デリカチャオ
- 武州うどんあかね＆みどりダイニング
- 大宮公園児童スポーツランド
- 大宮門街
- 氷川神社 御朱印帳（限定　氷川参道Ver.）

## 浦和ガチャタマ
埼玉県浦和市（現在のさいたま市桜区、南区、浦和区、緑区）ゆかりの店や商品などのキーホルダーである。

### Vol.1
出典
2021年9月発売。ラインナップは以下の通り。
- 伊勢丹浦和店
- 浦和コルソ
- 浦和パルコ
- 酒蔵 力
- REDS WAVE
- ラーメン店 娘々
- 鰻店 中村家
- テレビ埼玉

### Vol.2
出典
2021年12月発売。ラインナップは以下の通り。
- 浦和駒場スタジアム
- ナカギンザセブン
- パティスリー アカシエ
- 須原屋
- 彩果の宝石
- 鰻店 満寿家
- ライブハウス Narciss
- NACK5 旧ロゴ
- 須原屋140th限定ブックカバー

### Vol.3
出典
2022年3月発売。ラインナップは以下の通り。
- 埼玉スタジアム2002
- 埼玉会館
- 菓匠花見 白鷺宝
- イタリア食堂 SOMETHING
- 浦和競馬のウラワ―ル
- 浦和たまこちゃん
- 中華料理店 王龍
- 埼玉りそな銀行 からくり人形
- 旧浦和市市章入りマンホール

### Vol.4
出典
2024年11月発売。ラインナップは以下の通り。
- ロヂャース
- 酒蔵力「ジョッキ」
- 沼影市民プールの「沼影くん」
- 浦和駅前の「サッカータウンイルミネーション」
- テレ玉「BACHプラザ」
- 伊勢丹浦和店「うららん」
- ロイヤルパインズホテル浦和
- 立ち呑みモルガン
- ロヂャースボウル

## 与野ガチャタマ
埼玉県与野市（現在のさいたま市中央区）ゆかりの店や商品などのキーホルダーである。

### Vol.1
出典
2022年3月発売。ラインナップは以下の通り。
- さいたまスーパーアリーナ
- 大こくや くずバー
- 円乗院 千代桜と多宝塔
- 与野フード・FOOD GARDEN
- 自動車の街 与野市
- 彩の国さいたま芸術劇場
- 与野公園 ばらまつり
- 与野はすっこんでろ！（映画『翔んで埼玉』の台詞）

## 川越ガチャタマ
埼玉県川越市ゆかりの店や商品などのキーホルダーである。

### Vol.1
出典
2022年5月発売。ラインナップは以下の通り。
- 川越氷川神社の鯛みくじ
- COEDOビール
- 老舗和菓子店 龜屋
- シアターホームラン
- 丸広百貨店「お買い物はまるひろ」
- つけ麺 頑者
- ふ菓子
- ホームラン劇場

### Vol.2
出典
2022年9月発売。ラインナップは以下の通り。
- 川越氷川神社の縁結び玉
- わんぱくランド
- ちふれ
- 川越スケートセンター
- 靴の早川のクックちゃん
- アトレマルヒロ
- 鏡山
- ぽんぽこ亭
- わんぱくランドのお城観覧車

### Vol.3
出典
2024年11月発売。ラインナップは以下の通り。
- 時の鐘マン
- 川越氷川神社　大鳥居の扁額
- 丸広百貨店「ファミリーレストラン」
- 川越松本醤油商店
- これがかき氷
- 龜屋「亀の最中」
- 小峰商店
- 川越水上公園「はつかり丸」
- カトゥジドゥシャ

## 東銀座ガチャタマ
出典
東京の東銀座ゆかりの店や商品などのキーホルダーである。
2022年7月発売。ラインナップは以下の通り。
- 歌舞伎座
- 喫茶アメリカン
- 新橋演舞場
- いわて銀河プラザ
- 東京劇場
- 寿月堂
- かぶきにゃんたろう像
- 東銀座エリアマネジメント
- 歌舞伎座の「幸せの逆さ鳳凰」バージョン

## 栃木ガチャタマ
栃木県栃木市ゆかりの店や商品などのキーホルダーである。

### Vol.1
出典
2021年12月発売。ラインナップは以下の通り。
- 岩下の新生姜
- ひざつき製菓
- 栃木乳業
- 釜屋
- 冨士屋
- 玉川の湯（金魚湯）
- あさかやパン店
- 銀巴里

### Vol.2
出典
2021年12月発売。ラインナップは以下の通り。
- 肉のふきあげ
- ヤオハン
- 滝沢ハム
- 油伝味噌
- カフェバザール
- 長栄軒
- 旧足利銀行栃木支店
- 神明宮

### Vol.3
出典
2022年4月発売。ラインナップは以下の通り。
- 金枡屋
- 山本総本店
- ケーブルテレビ公式マスコットきゅーちゃん
- 大童
- そのべ
- かねふくストア
- 古民家酒場kane-chan
- ふれあいバス
- 栃木乳業/栃木コーヒー

## 仙台ガチャタマ
宮城県仙台市ゆかりの店や商品などのキーホルダーである。

### Vol.1
出典
2022年12月発売。ラインナップは以下の通り。
- Zepp Sendai
- おでん三吉
- アイリスオーヤマ
- ワケルくん
- 虎屋横丁アーチ看板
- JRフルーツパーク仙台あらはま フルパちゃん
- 藤崎百貨店
- 東北楽天ゴールデンイーグルス イーグルスビール
- お弁当のこばやし 網焼き牛たん弁当
- 見せましょう野球の底力を

### Vol.2
出典
2023年6月発売。ラインナップは以下の通り。
- ひょうたん揚げ（阿部蒲鉾店）
- アイスリンク仙台
- 仙台MACANA
- ぐりり
- 半田屋
- エスパル仙台
- 仙台駅前EBeanS
- 宗さん
- 宗さん（仙八先生時代バージョン）

## 伊勢崎ガチャタマ
群馬県伊勢崎市ゆかりの店や商品などのキーホルダーである。

### Vol.1
出典
2022年10月発売。ラインナップは以下の通り。
- ベイシア（裏面は前身のいせや）
- ペヤングソースやきそば（裏面は超大盛）
- 妙ちくりん
- せっちゃんうどん
- 華蔵寺公園遊園地の大観覧車
- グンイチパン
- 自販機食堂
- 忠治茶屋

### Vol.2
出典
2023年3月発売。ラインナップは以下の通り。
- 楽器店 DUST・BOWL
- 相川考古館の埴輪
- スターバックスコーヒー伊勢崎今泉店の熊のぬいぐるみ
- 伊勢崎スケートセンターのキャラクター
- 連取のマツの案内板
- メガネのイタガキ
- 矢嶋食堂
- 赤城せんべい本舗のゆず煎餅
- セーブオン

### Vol.3
出典
2023年10月発売。ラインナップは以下の通り。
- ベイシアIS伊勢崎店
- つばめタクシー
- 赤城食堂
- かかあ町
- 激辛ペヤング ペヨング
- 新幸堂
- 伊勢崎ガス
- 雷ラーメン

## 前橋ガチャタマ
群馬県前橋市ゆかりの店や商品などのキーホルダーである。

### Vol.1
出典
2023年7月発売。ラインナップは以下の通り。
- ベイシア
- 百貨店スズラン
- モモヤ
- エメラルドボウル
- 旅がらす
- 登利平
- るなぱあくの木馬
- Ran Onozatoによる群馬非公認キャラクター

## 沼津ガチャタマ
出典
静岡県沼津市ゆかりの店や商品などのキーホルダーである。
2022年10月発売。ラインナップは以下の通り。
- 西浦みかん寿太郎
- 甘味処どんぐり
- のっぽパン
- つじ写真館
- トミヤコーヒーのシンボルキャラクター トミーちゃん
- アーケード名店街
- マルサンホビー
- ひものん
- 沼津みなと新鮮館の飯田さん

## 浜松ガチャタマ
静岡県浜松市ゆかりの店や商品などのキーホルダーである。

### Vol.1
出典
2023年9月発売。ラインナップは以下の通り。
- 遠鉄百貨店
- いなさ牛乳
- ラーメン三太
- かにぱんお姉さん
- 谷島屋書店
- はまたっち
- まるたや洋菓子店のあげ潮
- 遠州鉄道のナイスパス、ETカード
- 石松餃子
- 望月沙枝子（かにぱんお姉さんの中の人）

## 国分寺ガチャタマ
東京都国分寺市ゆかりの店や商品などのキーホルダーである。

### Vol.1
出典
2024年11月発売。ラインナップは以下の通り。
- だんごの輪島（輪島功一経営の和菓子店）
- ムタヒロ（国分寺市発祥のラーメン店）
- キィニョン（スコーン専門店）
- でんえん（喫茶店）
- ビジネス千成ホテル・淡淡
- ミーツ国分寺
- セレオ国分寺
- 戸倉循環バス
- 国分寺パークレーン